# Augusta Football Club 2010-2011
Questa pagina raccoglie i dati riguardanti l'Augusta Football Club, squadra di calcio a 5 militante in serie A, nelle competizioni ufficiali del 2010-2011.

## Organico

### Prima squadra
| N° | Naz.               | Ruolo      | Sportivo            | Anno     |  |  |
| -- | ------------------ | ---------- | ------------------- | -------- |  |  |
| 1  | Brasile (bandiera) | POR        | Bruno Falcone       | 15.09.83 |  |  |
| 2  | Italia (bandiera)  | LAT        | Ivan Castrogiovanni | 01.09.89 |  |  |
| 3  | Brasile (bandiera) | LAT        | Sérgio Rocha        | 17.08.84 |  |  |
| 5  | /                  | UNI        | Rodolfo Fortino     | 30.04.83 |  |  |
| 6  | Brasile (bandiera) | DIF        | Cléber Ricardo Luz  | 05.01.84 |  |  |
| 7  | Brasile (bandiera) | DIF        | Rafael Tosta        | 02.04.85 |  |  |
| 8  | Italia (bandiera)  | LAT        | Luigi Marchese      | 13.10.84 |  |  |
| 9  | Brasile (bandiera) | LAT        | João Pedro Vilela   | 02.11.89 |  |  |
| 10 | /                  | LAT        | Alex Merlim         | 15.07.86 |  |  |
| 11 | Brasile (bandiera) | PIV        | Vagninho            | 10.07.87 |  |  |
| 12 | Brasile (bandiera) | LAT        | Diogo Teixeira      | 13.05.87 |  |  |
| 15 | Italia (bandiera)  | LAT        | Gianluca Floriddia  | 01.10.88 |  |  |
| 17 | Brasile (bandiera) | PIV        | Gelson Saiotti      | 15.02.87 |  |  |
| 21 | Brasile (bandiera) | DIF        | Tiago Belem         | 23.05.87 |  |  |
|    | Italia (bandiera)  | Allenatore | Rino Chillemi       | 27.03.67 |  |  |

### Under-21
| N° | Naz.               | Ruolo | Sportivo              | Anno |  |  |
| -- | ------------------ | ----- | --------------------- | ---- |  |  |
| 4  | Italia (bandiera)  | PIV   | Giuseppe Passanisi    | 1991 |  |  |
| 13 | Brasile (bandiera) | PIV   | Renan Pizzo           | 1991 |  |  |
| 14 | Brasile (bandiera) | PIV   | Carlos Rafael Ferrari | 1991 |  |  |
| 16 | Italia (bandiera)  | LAT   | Andrea Ortisi         | 1991 |  |  |
| 18 | Italia (bandiera)  | UNI   | Giorgio Abate         | 1990 |  |  |
| 19 | Italia (bandiera)  | POR   | Stefano Fichera       | 1992 |  |  |
| 20 | Brasile (bandiera) | POR   | Estevan Savi          | 1991 |  |  |